# Synagoge (Mielec)

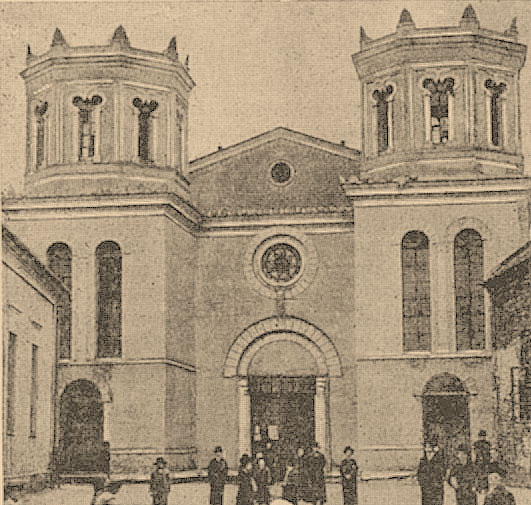
Synagoge vor 1906

Die Synagoge in Mielec, einer Stadt in der Woiwodschaft Karpatenvorland im Südosten Polens, wurde um 1900 gebaut und im Zweiten Weltkrieg zerstört.

## Geschichte
Nachdem eine hölzerne Synagoge von 1721 im Jahr 1856 abgebrannt war, wurde einige Jahre später eine steinerne Synagoge gebaut, die 1902 fertiggestellt war. Sie war ein großes, repräsentatives Gebäude mit zwei mächtigen Ecktürmen.
Nach dem deutschen Überfall auf Polen 1939 wurde Mielec besetzt. Am 13. September 1939, dem Vorabend des jüdischen Neujahrsfests Rosch ha-Schana, wurden Juden in der Synagoge eingesperrt und diese dann in Brand gesteckt. Dabei kamen viele Menschen ums Leben.
Die ausgebrannte Ruine wurde 1943 endgültig abgerissen. Heute befindet sich in der Nähe ein Gedenkstein.